# تونو تونیسته
تونو تونیسته (انگلیسی: Tõnu Tõniste) (زاده ۲۶ آوریل ۱۹۶۷ - تالین) قایق‌ران اهل کشور استونی است.
وی توانسته است در بازی‌های المپیک تابستانی ۱۹۸۸ در قایق‌رانی بادبانی برای کشور شوروی مدال نقره و در بازی‌های المپیک تابستانی ۱۹۹۲ برای کشور استونی مدال برنز کسب کند و برادر دوقلو توماس تونیسته می‌باشد.